# Хонзой
Хонзой — деревня в Боханском районе Иркутской области России. Входит в состав Шаралдайского муниципального образования. Находится примерно в 93 км к западу от районного центра.

## Население
По данным Всероссийской переписи, в 2010 году в деревне проживало 48 человек (25 мужчин и 23 женщины).